# هامبورگ (آیووا)
هامبورگ (به انگلیسی: Hamburg) شهری در ایالت آیووا کشور ایالات متحده آمریکا است که جمعیت آن در سرشماری سال ۲۰۱۰ میلادی، ۱٬۱۸۷ نفر بوده‌است.

## نگارخانه

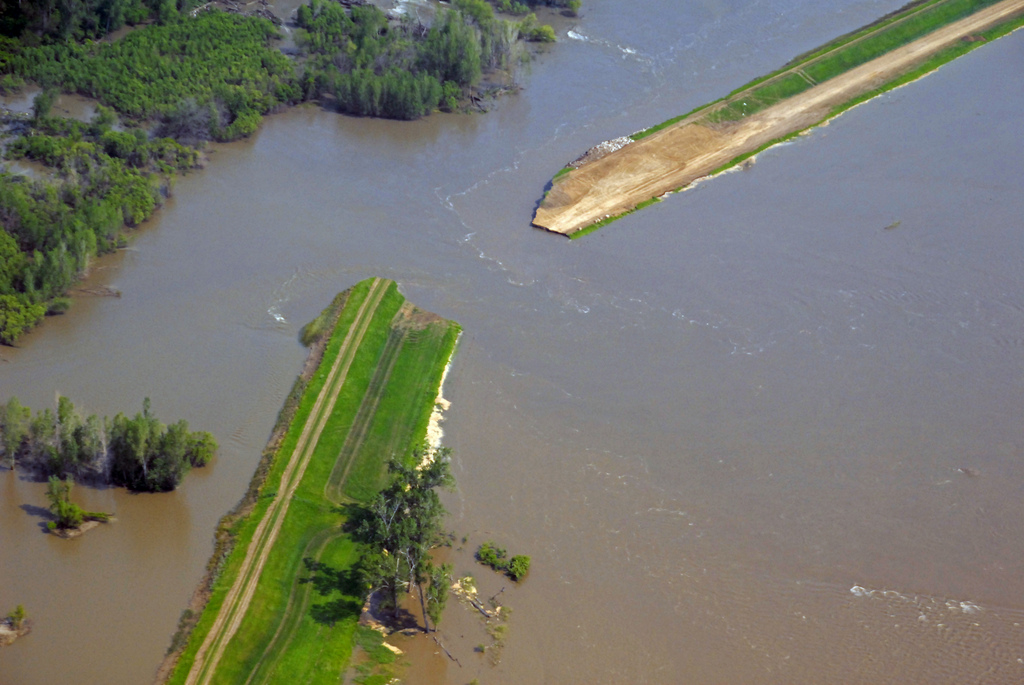
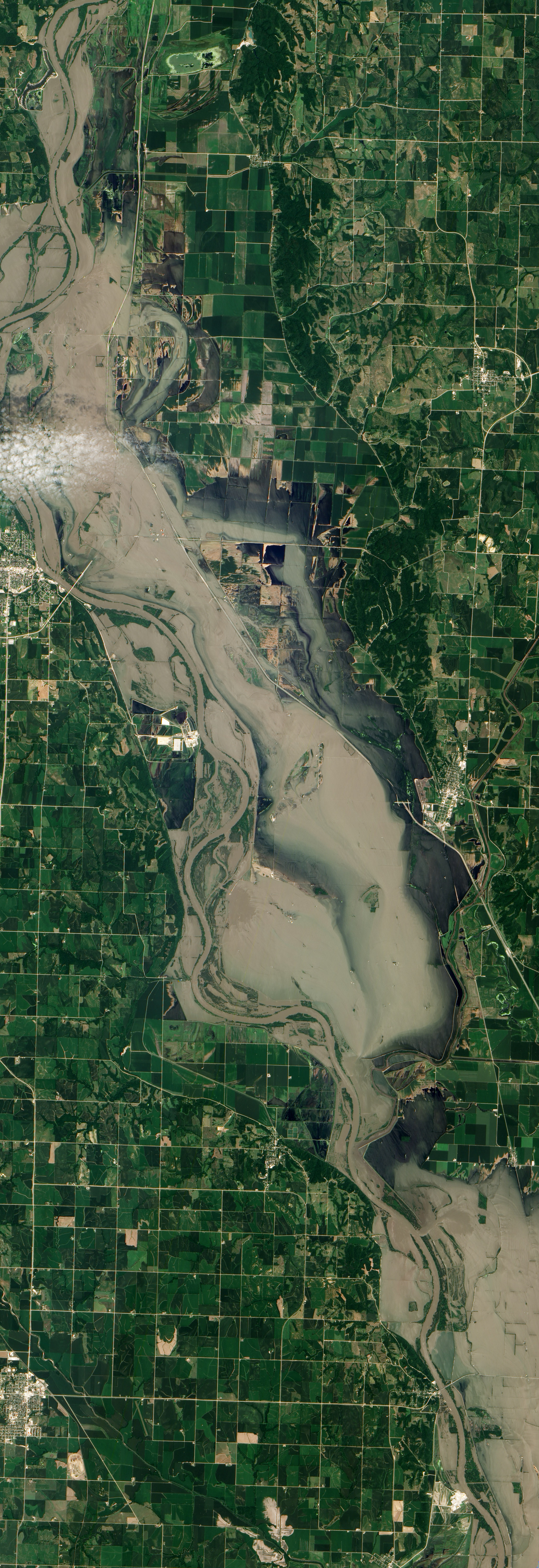